# Mammillaria nana
Mammillaria nana är en kaktusväxtart som beskrevs av Curt Backeberg och Mottram. Mammillaria nana ingår i släktet Mammillaria och familjen kaktusväxter. Inga underarter finns listade i Catalogue of Life.